# Adrian Pollmann
Adrian Pollmann (* 25. Juli 1976 in Frankfurt am Main) ist ein deutscher Diplomat. Er war von 2020 bis 2024, zusammen mit seiner Ehefrau Natalie Kauther, Botschafter der Bundesrepublik Deutschland in Slowenien.

## Leben
Nach dem Abitur studierte Adrian Pollmann von 1996 bis 2002 Rechtswissenschaften in Mainz und Rom, absolvierte bis 2004 den Juristischen Vorbereitungsdienst und trat 2005 in den Auswärtigen Dienst ein.
Adrian Pollmann ist verheiratet mit der Diplomatin Natalie Kauther. Das Paar hat drei Kinder.

## Laufbahn
Nach Abschluss des Vorbereitungsdiensts für den höheren Auswärtigen Dienst führte seine erste Verwendung Pollmann als Leiter des Rechts- und Konsularreferats und Kulturreferent an die Botschaft Lissabon. Von 2008 bis 2010 arbeitete er im Iran-Referat des Auswärtigen Amtes, nahm dann eine Elternzeit und wirkte von 2010 bis 2011 als Transatlantic Diplomatic Fellow im US-Außenministerium in Washington. 2011 wechselte er an die Botschaft Washington und wurde dort Referent für den Nahen und Mittleren Osten. Von 2013 bis 2015 war er Ständiger Vertreter des Botschafters an der Botschaft Sarajevo, Bosnien-Herzegowina. Auf diesem Posten wurde er von seiner Ehefrau Nathalie Kauther abgelöst und ging für ein Jahr in Elternzeit. Nach der Rückversetzung nach Berlin leitete er von 2016 bis 2020 den Arbeitsstab Syrien und Libanon im Auswärtigen Amt, bevor er im Juli 2020, zusammen mit seiner Ehefrau Nathalie Kauther, als Botschafter in Slowenien akkreditiert wurde. Das Ehepaar teilte sich den Posten in einem Job-Sharing Modell und wechselte sich alle acht Monate in der Leitung der Botschaft ab. Im Sommer 2024 wurden sie im Botschafteramt von Sylvia Groneick abgelöst.